# راؤول دومينغيز
راؤول دومينغيز (بالإسبانية: Raúl Domínguez Carral)‏ هو لاعب كرة قدم إسباني في مركز حراسة المرمى، ولد في 1 نوفمبر 1986 في سانتا ماريا دي كايون في إسبانيا. لعب مع ريال سبورتينغ خيخون وسبورتينغ خيخون ب ونادي سيستاو ريفر.

## وصلات خارجية
- راؤول دومينغيز على موقع قاعدة بيانات كرة القدم.إي يو (الإنجليزية)
- راؤول دومينغيز على موقع Soccerway.com (الإنجليزية)
- راؤول دومينغيز على موقع AS.com (الإسبانية)